# Falia Nistrului
Falia Nistrului, găsită și ca Aulacogenul⁠(en)[traduceți] Nistrului, este o falie care aparține Zonei Faliilor Tectonice Podoliene. Delimitează în partea de sud-vest Scutul Cristalin Ucrainean⁠(en)[traduceți] de Platforma Moldovenească, ambele fiind subunități geotectonice ale Platformei Est Europene⁠(en)[traduceți].
Orientarea ei este nord-vest – sud-est, iar linia de aflorare spre sud-vest a soclului⁠(en)[traduceți] podolic se suprapune parțial peste liniamentul tectonic al Nistrului.
În zona centrală a bazinului Nistrului⁠(uk)[traduceți] are un aspect structural de graben.